# 圣克鲁斯德尔科梅尔西奥
圣克鲁斯德尔科梅尔西奥，是西班牙安达卢西亚自治区格拉纳达省的一个市镇。总面积17平方公里，总人口537人（2001年），人口密度32人/平方公里。